# Bontia daphnoides
Bontia daphnoides är en flenörtsväxtart som beskrevs av Carl von Linné. Bontia daphnoides ingår i släktet Bontia och familjen flenörtsväxter. Inga underarter finns listade i Catalogue of Life.

## Bildgalleri

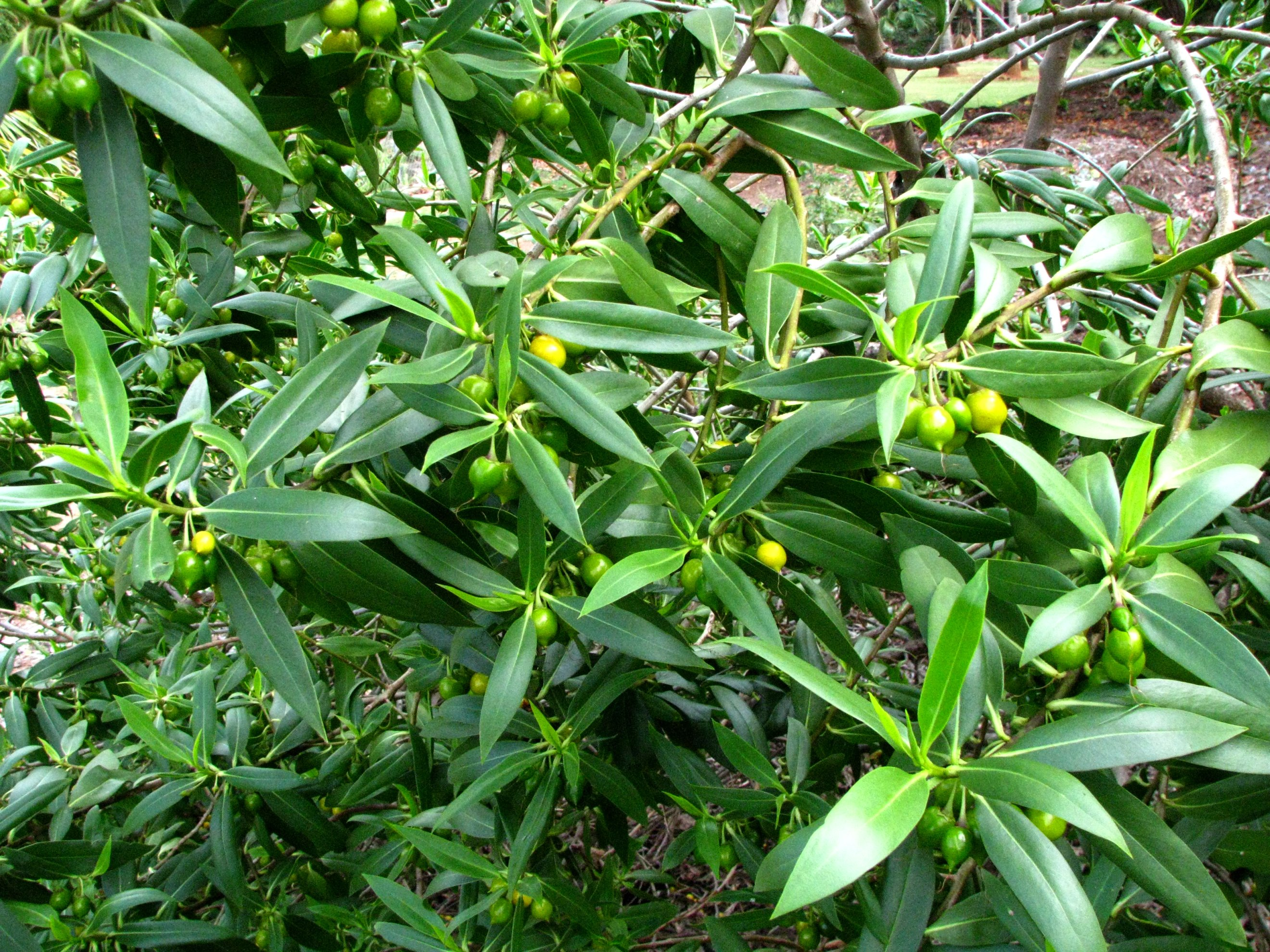
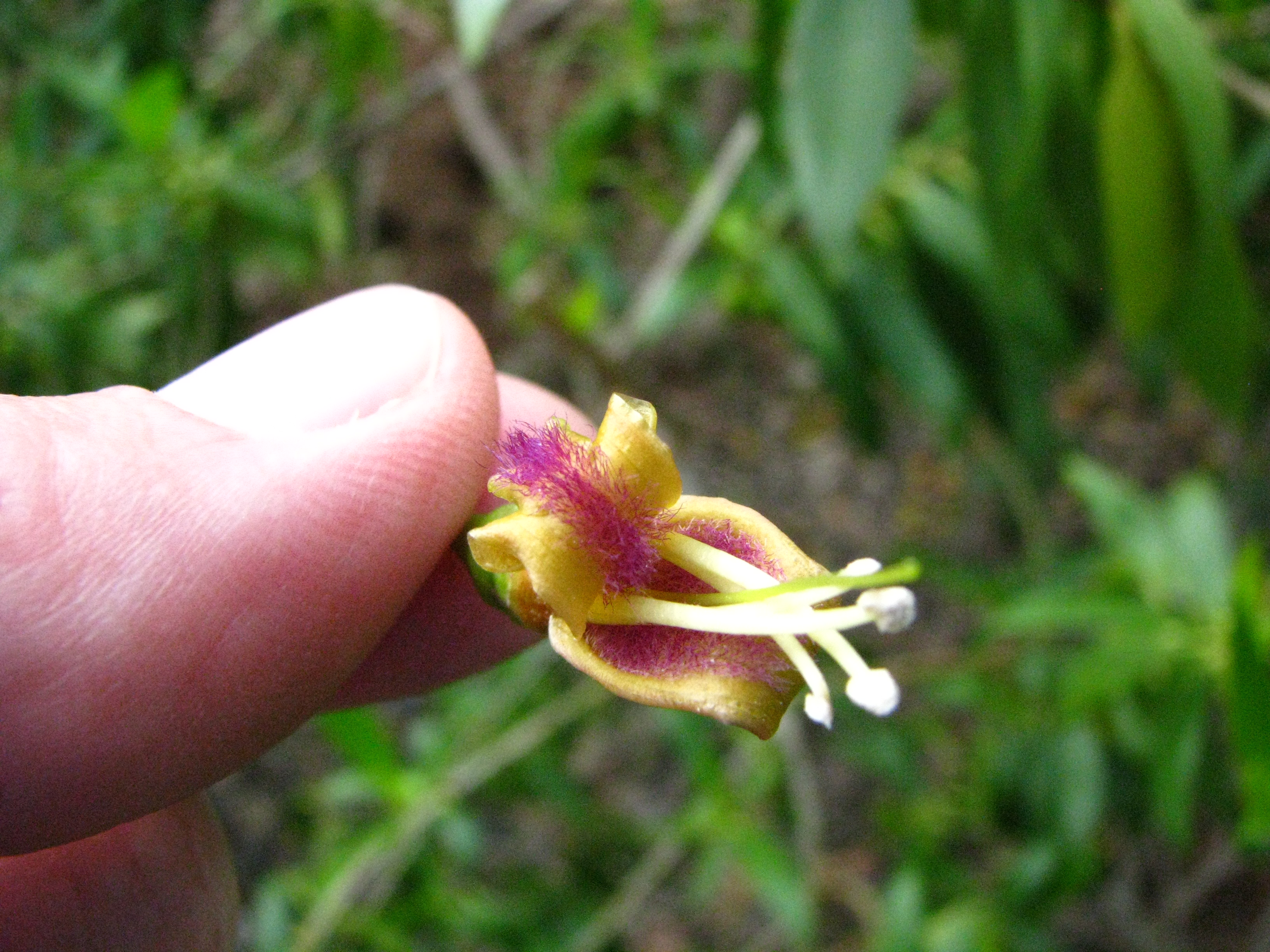
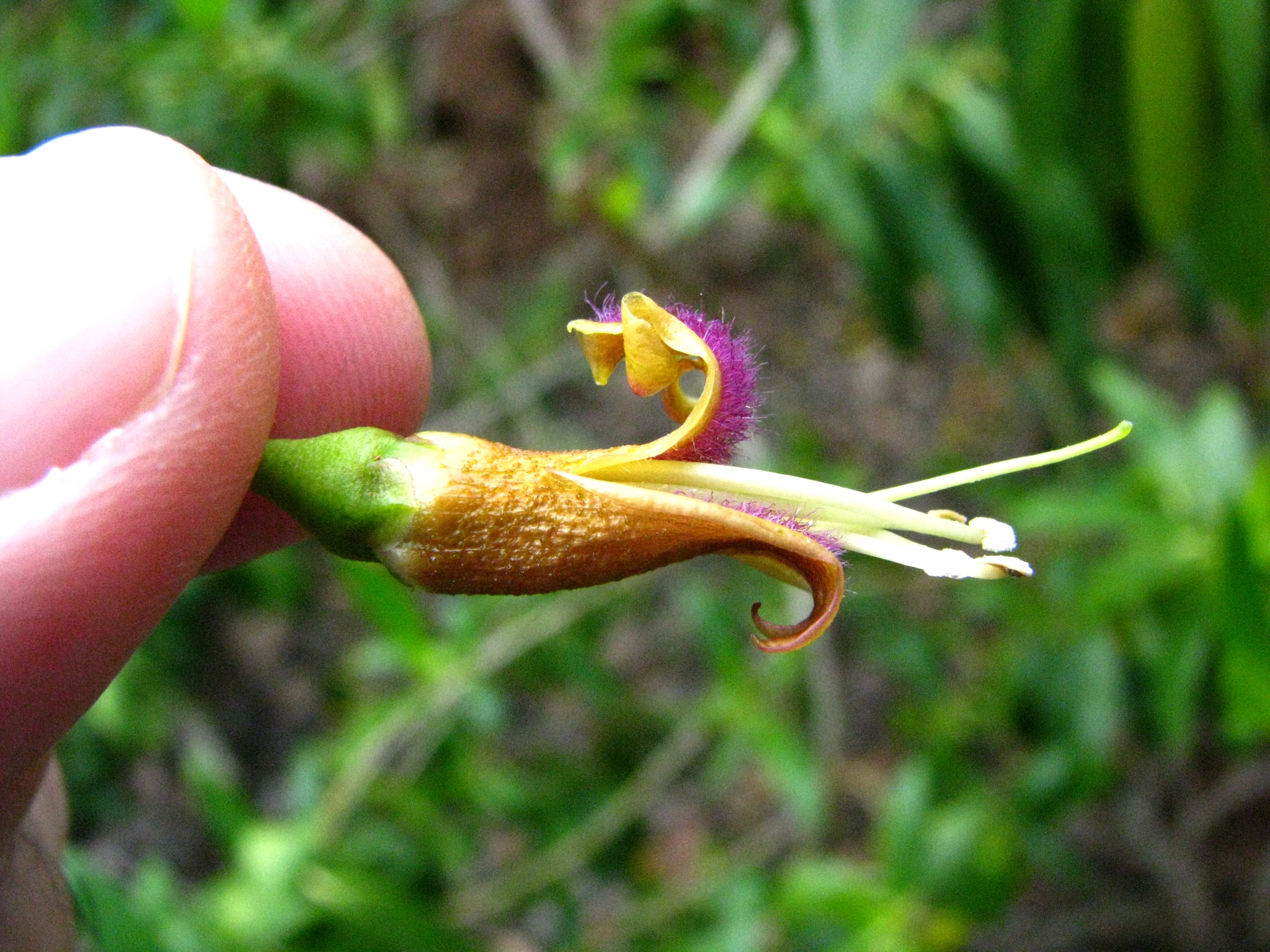
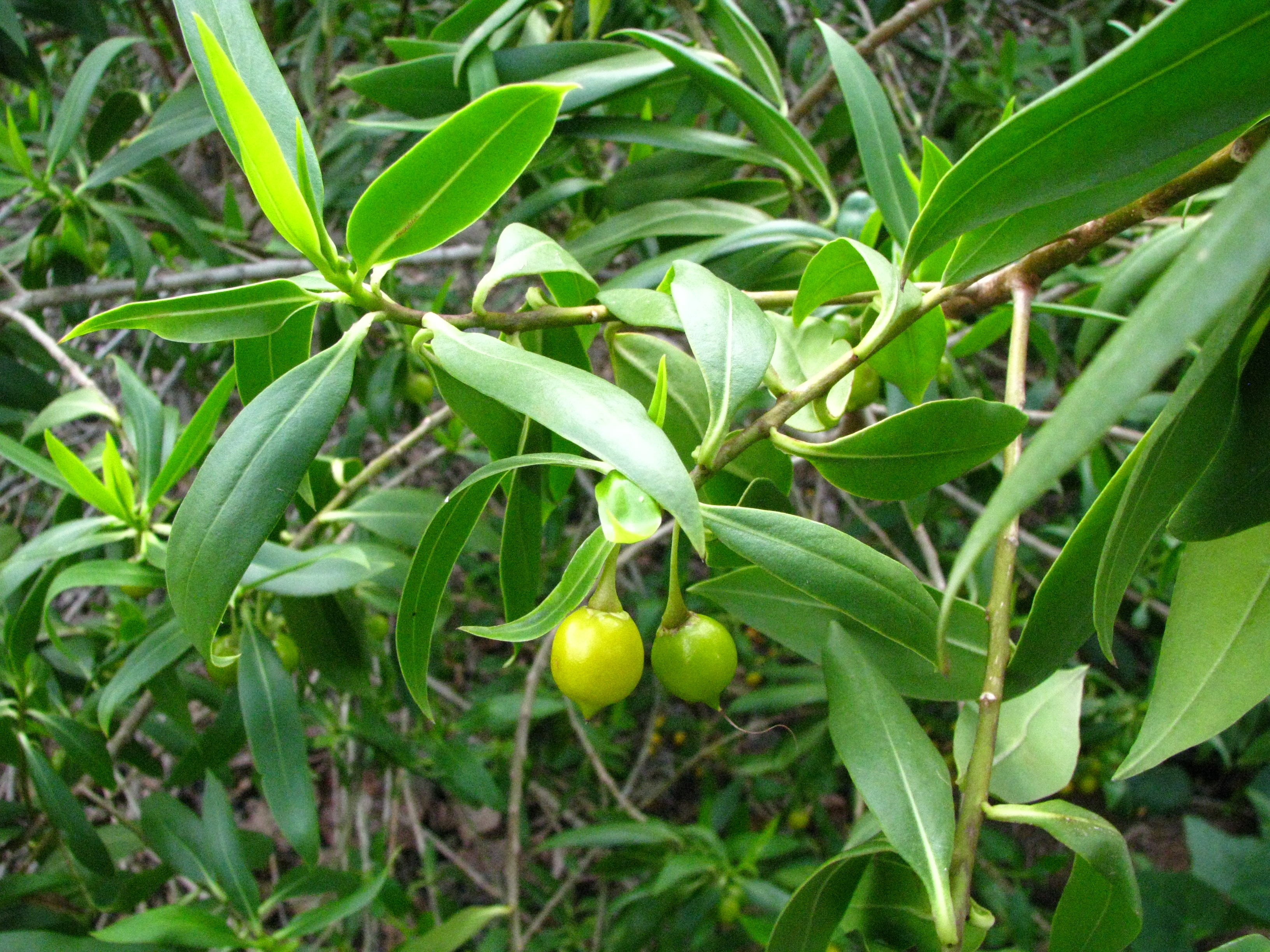
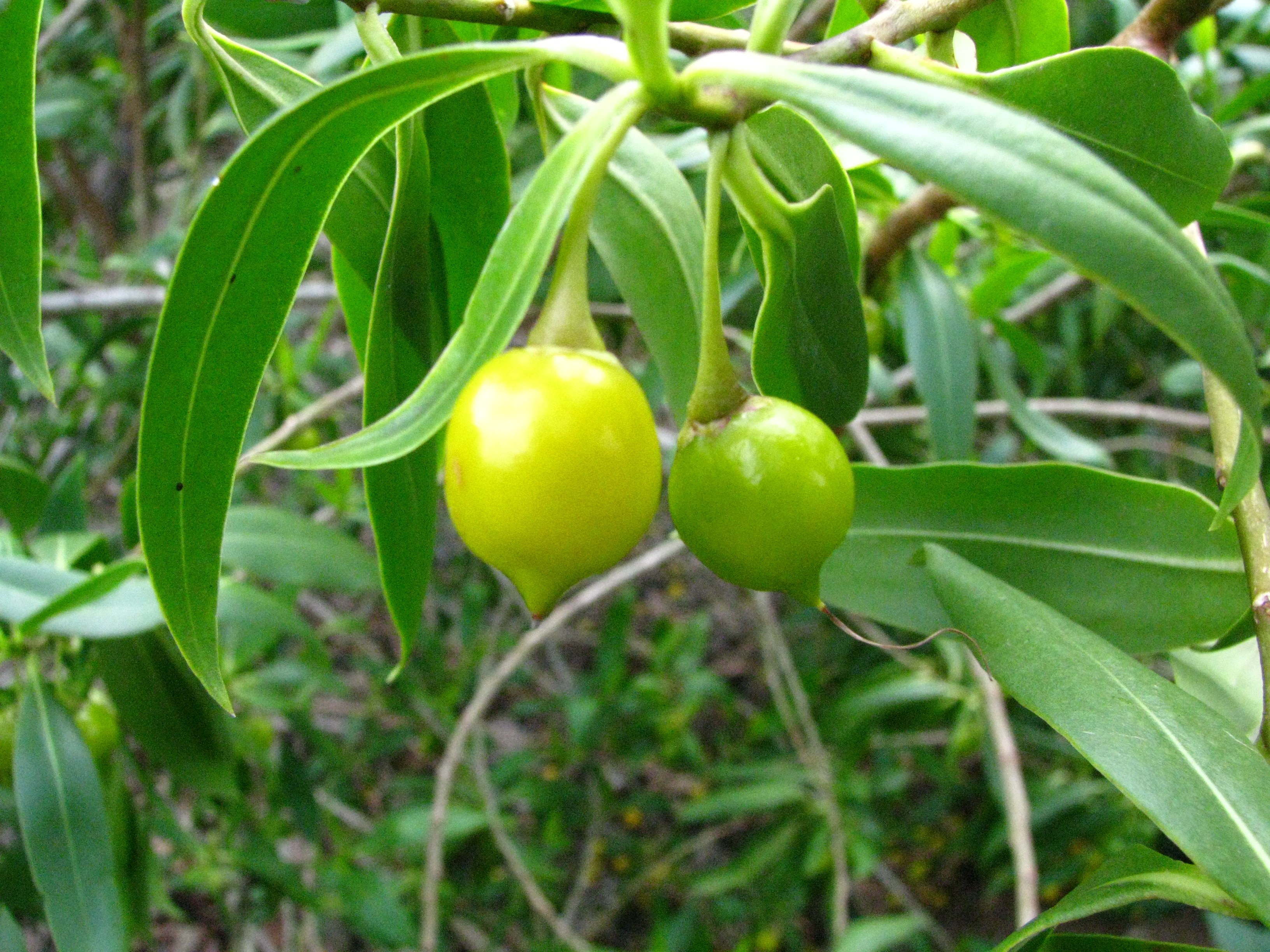
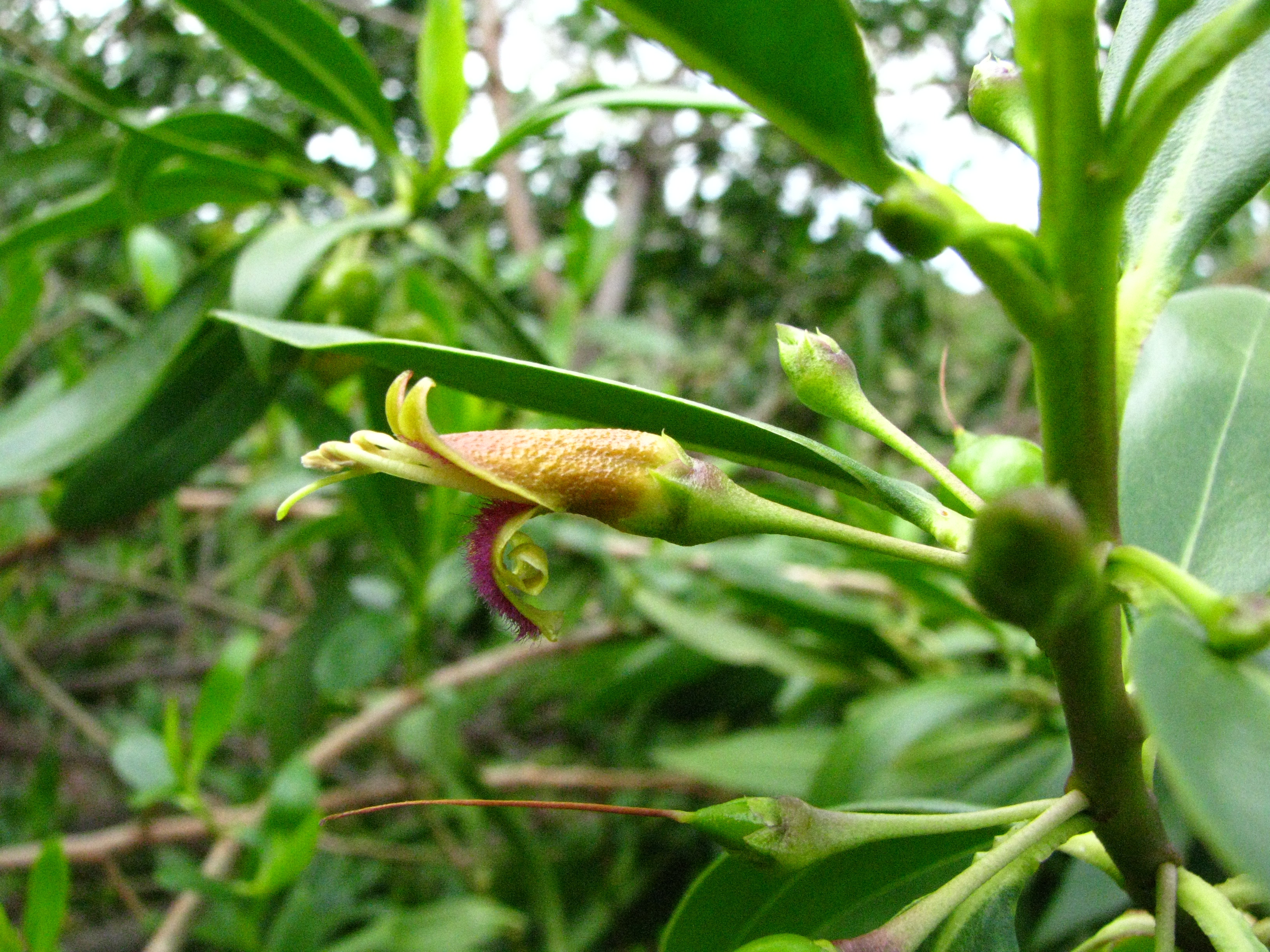